# Metal Forces
Metal Forces — британское издание, основанное в 1983 году, посвящённое хэви-металу и хард-року.
Журнал основан в 1983 году Бернардом Доу. Первый выпуск увидел свет в августе 1983 года. Издание освещало и продвигало малоизвестные группы. Metal Force внёс большой вклад в продвижение хэви-метала и хард-рока в 1980-х и начале 1990-х, став одним из лучших музыкальных журналов Великобритании того времени. Metal Forces стал известен рубрикой «Demolition», способствовавшей продвижению молодых музыкальных групп. Журнал освещал творчество таких групп, как Metallica, Slayer, Megadeth, HellsBelles, Overkill, Death и Poison задолго до того, как они заключили контракты с крупными лейблами. Дейв Рейнольдс, бывший автор Metal Forces, заявлял, что журнал первым использовал термины «трэш-метал» и «дэт-метал». В 1988 году вышла виниловая пластинка со сборником Demolition — Scream Your Brains, основанным на материалах колонке «Demolition». В дополнение к обзорам металической сцены, журнал также представлял интервью с группами альтернативного рока, такими как Nirvana.
Ряд публикаций Metal Forces 1980-х годов вызвали полемику в музыкальной среде. В 1984 году в журнале была опубликована негативная рецензия на блэк-металическую группу Hellhammer, после чего гитарист группы Томас Фишер заявил, что из-за этого группа никогда не будет играть в Англии. После создания новой группы Celtic Frost гитарист некоторое время продолжал отклонять запросы на интервью с журналом, несмотря на то, что Metal Forces, по его словам, был «вторым по величине журналом в хэви-метале». В 1986 году Дэйв Мастейн, один из первых гитаристов Metallica и основатель Megadeth, пожаловался, что заменивший его Кирк Хэмметт был несправедливо назван «номером 1» в опросе читателей Metal Forces, хотя он играл партии Мастейна. В ответ на это Хэмметт сказал, что исполнил все партии самостоятельно.
В начале 1990-х Metal Forces изменили свою редакционную политику и в равной степени освещали как уже признанные, так и неизвестные группы. Внесённые изменения негативно повлияли на прибыльность и журнал потерял часть читателей и рекламодателей. В августе 1991 года Metal Forces выпустили ежемесячник Thrash 'Burn, посвященный экстремальному металу, позже переименованный в Xtreme Noize. Всего вышло семьдесят два номера Metal Forces, после чего в феврале 1993 года печатная версия журнала прекратила существование. С 2012 года Metal Forces запустили свой официальный веб-сайт, на котором содержится информация из старых журнальных выпусков, а также свежие музыкальные новости и обзоры.
Рок-обозреватель Дейв Рейнольдс отмечал, что журнал был создан как ответ на сложности в работе с конкурирующим изданием Kerrang! По словам Рейнольдса, журнал получил распространение в конце 1980-х годов и своим успехом вдохновил Kerrang! создать собственное издание Mega Metal Kerrang! В 2007 году старший вице-президент Roadrunner Records указал, что Metal Force вместе с похожим изданием Kick Ass «были моей Библией… так я открывал новые группы и утолял голод ко всему, что появлялось из подполья».